# بهلگرد
روستای بِهَلگِرد، روستایی است در دهستان باقران از توابع بخش مرکزی شهرستان بیرجند، واقع در استان خراسان جنوبی که بر اساس سرشماری سال ۱۴۰۰ مرکز آمار ایران، جمعیت آن بالغ بر ۲۳۰۰ نفر بوده‌است.